# Edificio della Banca Francese e Italiana per l'America del Sud
L'Edificio della Banca Francese e Italiana per l'America del Sud (in portoghese Edifício do Banco Francês e Italiano) è un edificio storico della città di San Paolo in Brasile. 

## Storia
L'edificio, progettato dall'architetto italiano Giulio Micheli, fu costruito a partire dal 1919 per diventare la nuova sede paulistana della Banca Francese e Italiana per l'America del Sud, sostituendo la precedente agenzia, di dimensioni più modeste, situata sullo stesso terreno. Dopo la morte di Micheli, i lavori furono portati a termine dal suo collaboratore Giuseppe Chiappori. Il palazzo venne inaugurato ufficialmente il 19 novembre 1921 in presenza del governatore Washington Luís Pereira de Sousa e dell'ambasciatore italiano Luigi Mercatelli.

## Descrizione
L'edificio è situato lungo la rua 15 de Novembro nel centro di San Paolo. Presenta un'architettura neorinascimentale fiorentina esplicitamente ispirata alle forme del Palazzo Strozzi di Firenze.